# أغسطس درم
أغسطس درم هو محامي وسياسي أمريكي، ولد في 26 نوفمبر 1815 في غرينسبورج في الولايات المتحدة، وتوفي بنفس المكان في 15 سبتمبر 1858. نشط حزبياً في الحزب الديمقراطي. وقد انتخب عضو مجلس ولاية بنسيلفانيا ‏ وانتخب عضو مجلس النواب الأمريكي ‏.